# Талаверано, Фернандо
Фернандо Талаверано Гальэгос (исп. Fernando Talaverano Gallegos, 1563—1619), иногда упоминаемый в источниках как Эрнандо Талаверано (исп. Hernando Talaverano) — испанский юрист, губернатор Чили.
Эрнандо Талаверано в 1577 году начал в Гранаде изучать право, затем работал в Льерене, и в итоге стал местным консультантом инквизиции по юридическим вопросам, потом стал мэром Льерены.
В 1602 году король назначил Талаверану лейтенант-губернатором Чили вместо престарелого Педро де Вискарры. В феврале 1603 года он прибыл в Консепсьон. В качестве лейтенант-губернатора он занимался гражданскими делами колонии, пока губернатор был занят военными кампаниями. В этот период ему пришлось иметь дело с вздорным епископом Сантьяго Хуаном Пересом де Эспиносой. В 1609 году он вошёл в состав восстановленной Королевской аудиенсии Чили.
Губернатор Алонсо де Рибера, скончавшийся 9 марта 1617 года, на смертном одре назвал Фернандо Талаверано своим преемником в качестве временного губернатора. В этой должности Талаверано пришлось столкнуться с диктатом иезуита Луиса де Вальдивии, чья политика оборонительной войны поддерживалась короной; в частности, по его настоянию пришлось освободить всех пленных индейцев.
После передачи дел постоянному губернатору Лопе де Ульоа-и-Лемосу Талаверано пришлось предстать перед судом по обвинению в присвоении ранчо и посевов. Он был оправдан судом, но Совет Индий приговорил его к штрафу в 100 дукатов.